# Wheatland County (Alberta)
Das Wheatland County ist einer der 63 „municipal districts“ in Alberta, Kanada. Der Verwaltungsbezirk liegt in der Region Süd-Alberta und gehört zur „Census Division 5“. Er wurde zum 1. Januar 1945 eingerichtet (incorporated als „Municipal District of Bow Valley No. 40“) und sein Verwaltungssitz befindet sich etwa 8 Kilometer östlich der Kleinstadt Strathmore.
Der Verwaltungsbezirk ist für die kommunale Selbstverwaltung in den ländlichen Gebieten sowie den nicht rechtsfähigen Gemeinden, wie Dörfern und Weilern und ähnlichem, zuständig. Für die Verwaltung der Städte (City) und Kleinstädte (Town) in seinen Gebietsgrenzen ist er nicht zuständig.

## Lage
Der „Municipal District“ liegt im zentralen Süden der kanadischen Provinz Alberta. Im Süden folgen die Bezirksgrenzen über weite Strecken dem Verlauf des Bow River. Außerdem verläuft der Willow Creek durch den Bezirk. Im Norden folgt die Bezirksgrenze dem Alberta Highway 9 bzw. dem Rosebud River und im Nordwesten/Westen dann dem Red Deer River.
Die Hauptverkehrsachsen sind der in Ost-West-Richtung verlaufende Alberta Highway 1 (Teil der südlichen Route des Trans-Canada Highway) sowie die in Nord-Süd-Richtung verlaufenden Alberta Highway 21, Alberta Highway 24 und Alberta Highway 56. Außerdem durchquert eine Strecke der Canadian Pacific Railway den Bezirk.
Im Südosten des Bezirks befindet sich ein Reservat (das Siksika Indian Reserve) der Siksika, einem Volk der First Nation. Das Reservat erstreckt sich über die drei dort zusammenstossenden Bezirke und laut dem „Census 2016“ leben in dem insgesamt 701,96 km² großen Reservat 3479 Menschen.
Mit dem Wyndham-Carseland Provincial Park befindet sich ein kleiner der Provincial Parks in Alberta im Bezirk.
|                   | Kneehill County                             | Starland County    |
| Rocky View County | Kompassrose, die auf Nachbargemeinden zeigt | Special Area No. 2 |
| Foothills County  | Vulcan County                               | County of Newell   |

## Bevölkerung
| Jahr | Erhebung          | Einwohner | Änderung | Fläche (km²) | Bev.-dichte (EW/km²) |
| ---- | ----------------- | --------- | -------- | ------------ | -------------------- |
| 2016 | Volkszählung 2016 | 8788      | + 6,1 %  | 4545,92      | 1,9                  |
| 2011 | Volkszählung 2011 | 8285      | + 2,2 %  | 4539,26      | 1,8                  |

## Gemeinden und Ortschaften
Folgende Gemeinden liegen innerhalb der Grenzen des Verwaltungsbezirks:
- Stadt (City): keine
- Kleinstadt (Town): Strathmore
- Dorf (Village): Hussar, Rockyford, Standard
- Weiler (Hamlet): Carseland, Chancellor, Cheadle, Cluny, Gleichen, Lyalta, Namaka, Nightingale, Rosebud

Außerdem bestehen noch weitere, noch kleinere Ansiedlungen und zahlreiche Einzelgehöfte. Weiterhin liegen im Bezirk auch mehrere Kolonien der Hutterer.